# Otto Junge
Carlos Otto Junge (Concepción, Chile, 1887 – Alemania, 1978) fue un jugador de ajedrez chileno y posteriormente alemán.

## Biografía
En el año 1928 la familia Junge se mudó de Chile a Hamburgo, Alemania. Fue el padre de Klaus Junge, padre e hijo, jugaron en Schachklub Hamburguesa en 1930. Carlos Otto Junge se convirtió en miembro del Partido Nacionalsocialista Obrero Alemán (NSDAP) en el año 1932.
Fue una vez ganador del Campeonato de Chile de ajedrez en el año 1922.